# Atletismo nos Jogos Olímpicos de Verão de 1968 - 200 m masculino
A prova masculina dos 200 metros nos Jogos Olímpicos de Verão de 1968 foi realizada na Cidade do México, capital do México. A final foi vencida por 23 milésimo de segundos por Tommie Smith com o tempo de 19.83 segundos, estabelecendo ali um novo recorde mundial. No entanto, a corrida talvez seja mais conhecida pelo que aconteceu durante a cerimônia de entrega de medalhas — a saudação Black Power ao movimento estadunidense de Smith e do medalhista de bronze John Carlos. O contexto, as consequências e o legado da saudação foram levados para as Olimpíadas seguintes e talvez seja o evento mais memorável dessas Olimpíadas.
As competições se iniciaram em 15 de outubro e terminaram em 16 de outubro. Havia 50 atletas de 37 países competindo na prova. O número máximo de atletas por país havia sido fixado 3 atletas desde o Congresso Olímpico de 1930. A vitória de Smith foi a segunda consecutiva e a 12ª geral para os Estados Unidos. A medalha de Peter Norman foi a segunda da Austrália nos 200 metros masculinos, depois do bronze de Stan Rowley, 68 anos antes.

## Histórico
Essa foi a 15ª participação do evento, que não foi realizado na primeira Olimpíada, em 1896, mas está no programa desde então. Três dos oito finalistas [en] dos Jogos de 1964, realizado em Tóquio, no Japão, voltaram: o medalhista de bronze Edwin Roberts, de Trinidade e Tobago, o quarto colocado Harry Jerome [en], do Canadá, e o quinto colocado (e medalhista de ouro em 1960 [en]) Livio Berruti, da Itália.
Tommie Smith foi o campeão da AAU em 1967 e 1968; John Carlos foi o vencedor dos Jogos Pan-Americanos de 1967 e das provas olímpicas dos Estados Unidos em 1968 (com um tempo que teria sido um recorde mundial, mas que não foi ratificado porque seus tênis tinham muitas pontas). Os dois eram os grandes favoritos, embora tivessem considerado boicotar as Olimpíadas para protestar contra a desigualdade racial nos Estados Unidos. Smith e Carlos eram simpatizantes dos Panteras Negras e do movimento Black Power.
Barbados, Belize, República Dominicana, El Salvador, Alemanha Ocidental, Honduras, Nicarágua, Sudão, Tanzânia e Ilhas Virgens fizeram sua estreia no evento.

## Formato da competição
A competição usou o formato de quatro rodadas introduzido em 1920: eliminatórias, quartas de final, semifinais e uma final. O sistema de “perdedor mais rápido” introduzido em 1960 foi usado novamente nas eliminatórias.
Houve 7 baterias de 7 a 8 atletas cada, com os 4 primeiros homens de cada uma avançando para as quartas de final, juntamente com os próximos 4 mais rápidos no geral. As quartas de final consistiram em 4 baterias de 8 atletas cada; os 4 homens mais rápidos de cada bateria avançaram para as semifinais. Houve duas semifinais, cada uma com 8 atletas. Novamente, os 4 melhores atletas avançaram. A final teve 8 corredores. As corridas foram realizadas em uma pista de 400 metros.

## Recordes
Antes da competição, os recordes mundiais e olímpicos existentes eram os seguintes:
| Recorde mundial  | Tommie Smith (USA) | 20.0y | Sacramento, Estados Unidos | 11 de junho de 1966   |
| Recorde olímpico | USA Henry Carr     | 20.3  | {{{local_olimpica}}}       | 17 de outubro de 1964 |

Tommie Smith marcou 20.3 / 20.37 na segunda bateria, igualando o recorde olímpico cronometrado manualmente. Peter Norman quebrou esse recorde na sexta bateria, com 20.2 / 20.23. No terceiro quarto de final, Smith registrou 20.2 / 20.28, igualando novamente o recorde. Já no quarto quarto de final, Mike Fray também alcançou a antiga marca de 20.3 segundos.
Na primeira semifinal, Norman correu mais uma vez em 20.2 (20.22), mas ficou atrás de John Carlos, que fez 20.1 / 20.12, estabelecendo um novo recorde olímpico. Smith igualou a marca de Carlos na segunda semifinal, com 20.1 / 20.14. Na final, ele quebrou a barreira dos 20 segundos, registrando 19.8 no tempo manual e 19.83 no tempo eletrônico, estabelecendo um novo recorde mundial.

## Cronograma
Todos os horários estão no horário padrão central (UTC−6)
| Data                                | Horário     | Fase                      |
| ----------------------------------- | ----------- | ------------------------- |
| Terça-feira, 15 de outubro de 1968  | 10:30 15:40 | Baterias Quartas de final |
| Quarta-feira, 16 de outubro de 1968 | 15:20 17:50 | Semifinais Final          |

## Resultados

### Baterias

#### Bateria 1
| Posição | Atleta              | Nação               | Tempo | Notas |
| ------- | ------------------- | ------------------- | ----- | ----- |
| 1       | John Carlos         | USA Estados Unidos  | 20.54 | Q     |
| 2       | Andrés Calonge      | ARG Argentina       | 20.81 | Q     |
| 3       | Mani Jegathesan     | MAS Malásia         | 20.92 | Q     |
| 4       | Livio Berruti       | ITA Itália          | 21.06 | Q     |
| 5       | Valentin Maslakov   | URS União Soviética | 21.07 | q     |
| 6       | Norman Chihota      | TAN Tanzânia        | 21.28 |       |
| 7       | Canagasabai Kunalan | SIN Singapura       | 21.39 |       |
| 8       | Hadley Hinds        | BAR Barbados        | 22.35 |       |

#### Bateria 2
| Posição | Atleta           | Nação                  | Tempo | Notas |
| ------- | ---------------- | ---------------------- | ----- | ----- |
| 1       | Tommie Smith     | USA Estados Unidos     | 20.37 | Q     |
| 2       | Charles Asati    | KEN Quênia             | 20.66 | Q     |
| 3       | Jochen Eigenherr | FRG Alemanha Ocidental | 20.69 | Q     |
| 4       | Edwin Roberts    | TRI Trinidad e Tobago  | 20.69 | Q     |
| 5       | David Ejoke      | NGR Nigéria            | 21.09 | q     |
| 6       | Edwin Johnson    | BAH Bahamas            | 21.22 | q     |
| 7       | Kun Min-mu       | ROC                    | 22.44 |       |

#### Bateria 3
| Posição | Atleta                     | Nação              | Tempo | Notas |
| ------- | -------------------------- | ------------------ | ----- | ----- |
| 1       | Larry Questad              | USA Estados Unidos | 20.75 | Q     |
| 2       | Julius Sang                | KEN Quênia         | 20.90 | Q     |
| 3       | Edward Romanowski          | POL Polônia        | 20.95 | Q     |
| 4       | Miguel Angel González      | MEX México         | 21.31 | Q     |
| 5       | Jean-Louis Ravelomanantsoa | MAD Madagascar     | 21.53 |       |
| 6       | Norris Stubbs              | BAH Bahamas        | 21.64 |       |
| 7       | Morgan Gesmalla            | SUD Sudão          | 22.70 |       |

#### Bateria 4
| Posição | Atleta            | Nação                    | Tempo | Notas |
| ------- | ----------------- | ------------------------ | ----- | ----- |
| 1       | Mike Fray         | JAM Jamaica              | 20.62 | Q     |
| 2       | Winston Short     | TRI Trinidad e Tobago    | 21.00 | Q     |
| 3       | Hansruedi Wiedmer | SUI Suíça                | 21.06 | Q     |
| 4       | Bernard Nottage   | BAH Bahamas              | 21.31 | Q     |
| 5       | Philippe Housiaux | BEL Bélgica              | 21.41 |       |
| 6       | Porfirio Veras    | DOM República Dominicana | 21.53 |       |
| 7       | Juan Argüello     | NCA Nicarágua            | 22.80 |       |

#### Bateria 5
| Posição | Atleta           | Nação                   | Tempo | Notas |
| ------- | ---------------- | ----------------------- | ----- | ----- |
| 1       | Iván Moreno      | CHI Chile               | 20.93 | Q     |
| 2       | Jacques Carette  | FRA França              | 20.97 | Q     |
| 3       | James Addy       | GHA Gana                | 21.00 | Q     |
| 4       | Fernando Acevedo | PER Peru                | 21.02 | Q     |
| 5       | Harry Jerome     | CAN Canadá              | 21.22 | q     |
| 6       | William Dralu    | UGA Uganda              | 21.38 |       |
| 7       | Colin Thurton    | HBR Honduras Britânicas | 22.14 |       |

#### Bateria 6
| Posição | Atleta                | Nação                    | Tempo | Notas |
| ------- | --------------------- | ------------------------ | ----- | ----- |
| 1       | Peter Norman          | AUS Austrália            | 20.17 | Q     |
| 2       | Roger Bambuck         | FRA França               | 20.61 | Q     |
| 3       | Dick Steane           | GBR Grã-Bretanha         | 20.66 | Q     |
| 4       | Rajalingam Gunaratnam | MAS Malásia              | 21.58 | Q     |
| 5       | Alberto Torres        | DOM República Dominicana | 21.99 |       |
| 6       | José Astacio          | ESA El Salvador          | 23.13 |       |
| —       | Juan Franceschi       | PUR Porto Rico           | DNF   |       |

#### Bateria 7
| Posição | Atleta             | Nação                        | Tempo | Notas |
| ------- | ------------------ | ---------------------------- | ----- | ----- |
| 1       | Greg Lewis         | AUS Austrália                | 20.71 | Q     |
| 2       | Ralph Banthorpe    | GBR Grã-Bretanha             | 20.73 | Q     |
| 3       | Nikolay Ivanov     | URS União Soviética          | 20.78 | Q     |
| 4       | Pedro Grajales     | COL Colômbia                 | 21.07 | Q     |
| 5       | Gert Metz          | FRG Alemanha Ocidental       | 21.24 |       |
| 6       | Carl Plaskett      | ISV Ilhas Virgens Americanas | 21.29 |       |
| 7       | Cristóbal Corrales | HON Honduras                 | 23.93 |       |

### Quartas de final

#### Quarta de final 1
| Rank | Atleta          | País               | Tempo | Notas |
| ---- | --------------- | ------------------ | ----- | ----- |
| 1    | John Carlos     | USA Estados Unidos | 20.69 | Q     |
| 2    | Greg Lewis      | AUS Austrália      | 20.81 | Q     |
| 3    | Dick Steane     | GBR Grã-Bretanha   | 20.81 | Q     |
| 4    | Mani Jegathesan | MAS Malásia        | 21.01 | Q     |
| 5    | Julius Sang     | KEN Quênia         | 21.04 |       |
| 6    | Jacques Carette | FRA França         | 21.15 |       |
| 7    | Edwin Johnson   | BAH Bahamas        | 21.41 |       |
| 8    | Harry Jerome    | CAN Canadá         | 21.43 |       |

#### Quarta de final 2
| Rank | Atleta                | País                   | Tempo | Notas |
| ---- | --------------------- | ---------------------- | ----- | ----- |
| 1    | Peter Norman          | AUS Austrália          | 20.44 | Q     |
| 2    | Jochen Eigenherr      | FRG Alemanha Ocidental | 20.53 | Q     |
| 3    | Fernando Acevedo      | PER Peru               | 20.78 | Q     |
| 4    | Iván Moreno           | CHI Chile              | 20.83 | Q     |
| 5    | Charles Asati         | KEN Quênia             | 20.84 |       |
| 6    | Livio Berruti         | ITA Itália             | 21.01 |       |
| 7    | Winston Short         | TRI Trinidad e Tobago  | 21.51 |       |
| 8    | Rajalingam Gunaratnam | MAS Malásia            | 21.52 |       |

#### Quarta de final 3
| Rank | Atleta                | País                  | Tempo | Notas |
| ---- | --------------------- | --------------------- | ----- | ----- |
| 1    | Tommie Smith          | USA Estados Unidos    | 20.28 | Q     |
| 2    | Edwin Roberts         | TRI Trinidad e Tobago | 20.50 | Q     |
| 3    | Edward Romanowski     | POL Polônia           | 20.85 | Q     |
| 4    | Nikolay Ivanov        | URS União Soviética   | 20.90 | Q     |
| 5    | David Ejoke           | NGR Nigéria           | 20.99 |       |
| 6    | Andrés Calonge        | ARG Argentina         | 21.03 |       |
| 7    | Hansruedi Wiedmer     | SUI Suíça             | 21.42 |       |
| 8    | Miguel Angel González | MEX México            | 21.57 |       |

#### Quarta de final 4
| Rank | Atleta            | País                | Tempo | Notas |
| ---- | ----------------- | ------------------- | ----- | ----- |
| 1    | Mike Fray         | JAM Jamaica         | 20.39 | Q     |
| 2    | Larry Questad     | USA Estados Unidos  | 20.54 | Q     |
| 3    | Roger Bambuck     | FRA França          | 20.63 | Q     |
| 4    | Ralph Banthorpe   | GBR Grã-Bretanha    | 20.83 | Q     |
| 5    | James Addy        | GHA Gana            | 20.90 |       |
| 6    | Valentin Maslakov | URS União Soviética | 20.96 |       |
| 7    | Pedro Grajales    | COL Colômbia        | 21.05 |       |
| 8    | Bernard Nottage   | BAH Bahamas         | 21.53 |       |

### Semi-finais

#### Semi-final 1
| Rank | Atleta           | País                | Tempo | Notas                |
| ---- | ---------------- | ------------------- | ----- | -------------------- |
| 1    | John Carlos      | USA Estados Unidos  | 20.12 | Q, Predefinição:OlyR |
| 2    | Peter Norman     | AUS Austrália       | 20.22 | Q                    |
| 3    | Mike Fray        | JAM Jamaica         | 20.46 | Q                    |
| 4    | Roger Bambuck    | FRA França          | 20.47 | Q                    |
| 5    | Iván Moreno      | CHI Chile           | 20.84 |                      |
| 6    | Dick Steane      | GBR Grã-Bretanha    | 20.85 |                      |
| 7    | Nikolay Ivanov   | URS União Soviética | 20.89 |                      |
| 8    | Fernando Acevedo | PER Peru            | 20.91 |                      |

#### Semi-final 2
| Rank | Atleta            | País                   | Tempo | Notas |
| ---- | ----------------- | ---------------------- | ----- | ----- |
| 1    | Tommie Smith      | USA Estados Unidos     | 20.14 | Q     |
| 2    | Edwin Roberts     | TRI Trinidad e Tobago  | 20.44 | Q     |
| 3    | Larry Questad     | USA Estados Unidos     | 20.48 | Q     |
| 4    | Jochen Eigenherr  | FRG Alemanha Ocidental | 20.49 | Q     |
| 5    | Greg Lewis        | AUS Austrália          | 20.53 |       |
| 6    | Edward Romanowski | POL Polônia            | 20.80 |       |
| 7    | Ralph Banthorpe   | GBR Grã-Bretanha       | 20.88 |       |
| 8    | Mani Jegathesan   | MAS Malásia            | 21.05 |       |

## Final
| Rank | Atleta           | País                   | Tempo | Notas           |
| ---- | ---------------- | ---------------------- | ----- | --------------- |
| 1    | Tommie Smith     | USA Estados Unidos     | 19.83 | Recorde mundial |
| 2    | Peter Norman     | AUS Austrália          | 20.06 |                 |
| 3    | John Carlos      | USA Estados Unidos     | 20.10 |                 |
| 4    | Edwin Roberts    | TRI Trinidad e Tobago  | 20.34 |                 |
| 5    | Roger Bambuck    | FRA França             | 20.51 |                 |
| 6    | Larry Questad    | USA Estados Unidos     | 20.62 |                 |
| 7    | Mike Fray        | JAM Jamaica            | 20.63 |                 |
| 8    | Jochen Eigenherr | FRG Alemanha Ocidental | 20.66 |                 |